# Derambila jacksoni
Derambila jacksoni là một loài bướm đêm trong họ Geometridae.